# Daniela Stanciu
Daniela Stanciu (n. 15 octombrie 1987, Buftea, București, România) este o atletă română, specializată în săritura în înălțime.

## Carieră
A participat la Campionatul European de tineret (U23) din 2009 de la Kaunas, fără a ajunge în finală. În anul 2013 s-a clasat pe locul 15 la Campionatul European în sală de la Göteborg. La Campionatul European din 2014 de la Zürich a obținut locul 8 cu o săritură de 1,94 m, stabilind un nou record personal.
În anul 2015 săritoarea română a participat la Campionatul European în sală de la Praga, fără a ajunge în finală. A îndeplinit baremul de calificare pentru Jocurile Olimpice din 2016 de la Rio de Janeiro. Totuși, în luna februarie 2016 a fost depistată pozitiv cu meldonium, o substanță interzisă la începutul aceluiași an de Agenția Mondială Antidoping.
A participat la Campionatul European din 2018 de la Berlin, dar nu a putut să se califice în finală. La Campionatul European în sală din 2019 de la Glasgow s-a clasat pe locul 11. În 31 iulie 2019 la Campionatele Naționale și-a îndeplinit baremul pentru Jocurile Olimpice din 2020 de la Tokio cu o săritură de 1,96 m, stabilind un nou record personal. Titlul național câștigat a fost al șaselea, după cele din 2011, 2013, 2014, 2015 și 2018.
La Campionatul European în sală din 2021 de la Toruń ea a obținut locul 5 cu o săritură de 1,92 m, având cel mai bun rezultat pentru România. La Jocurile Olimpice de la Tokio s-a clasat pe locul 18. În anul 2022 s-a clasat pe locul 10 la Campionatul Mondial de la Eugene. Anul următor a obținut locul șapte la Campionatul European în sală de la Istanbul. În același an a cucerit medalia de argint la Jocurile Europene. În 2024 a participat la Jocurile Olimpice de la Paris.
Este pregătită de Oana Pantelimon, laureată cu bronz la Jocurile Olimpice din 2000.

## Realizări
| An   | Competiție                               | Locație                 | Loc | Note   |
| ---- | ---------------------------------------- | ----------------------- | --- | ------ |
| 2009 | Campionatul European de Tineret (sub 23) | Kaunas, Lituania        | 5   | 1,77 m |
| 2013 | Campionatul European în sală             | Göteborg, Suedia        | 15  | 1,85 m |
| 2014 | Campionatul European din 2014            | Zürich, Elveția         | 8   | 1,94 m |
| 2015 | Campionatul European în sală             | Praga, Cehia            | 19  | 1,82 m |
| 2018 | Campionatul European din 2018            | Berlin, Germania        | 18  | 1,81 m |
| 2019 | Campionatul European în sală             | Glasgow, Marea Britanie | 11  | 1,87 m |
| 2019 | Campionatul Mondial                      | Doha, Qatar             | 24  | 1,85 m |
| 2019 | Jocurile Mondiale Militare               | Wuhan, China            | 4   | 1,84 m |
| 2021 | Campionatul European în sală             | Torun, Polonia          | 5   | 1,92 m |
| 2021 | Jocurile Olimpice                        | Tokio, Japonia          | 19  | 1,90 m |
| 2022 | Campionatul Mondial                      | Eugene, Statele Unite   | 10  | 1,93 m |
| 2022 | Campionatul European                     | München, Germania       | 14  | 1,83 m |
| 2023 | Campionatul European în sală             | Istanbul, Turcia        | 7   | 1,86 m |
| 2023 | Jocurile Europene                        | Chorzów, Polonia        | 2   | 1,94 m |
| 2023 | Campionatul Mondial                      | Budapesta, Ungaria      | 20  | 1,85 m |
| 2024 | Campionatul Mondial în sală              | Glasgow, Marea Britanie | –   | FR     |
| 2024 | Jocurile Olimpice                        | Paris, Franța           | 19  | 1,88 m |

## Recorduri personale
| Probă            | Performanță | Dată              | Locație   |
| ---------------- | ----------- | ----------------- | --------- |
| înălțime         | 1,96 m      | 31 iulie 2019     | Pitești   |
| înălțime în sală | 1,94 m      | 14 februarie 2015 | București |

## Legături externe
- Daniela Stanciu la Comitetul Olimpic și Sportiv Român (arhivat)
- en Daniela Stanciu la World Athletics
- en Daniela Stanciu la Olympedia.org
- en  Daniela Stanciu la athleticspodium.com
- en  Daniela Stanciu Arhivat în 13 august 2021, la Wayback Machine. la olympics.com